# Желько Комшич
Желько Комшич (хорв. Željko Komšić; нар. 20 січня 1964) — боснійський хорватський політичний діяч, шостий і чинний член Президії Боснії і Герцеговини («колективного глави держави») від хорватської громади (2006-2014, з 2018 року), Голова Президії (з 20 липня 2021 до 20 березня 2022 року та з 16 липня 2023 року до 16 березня 2024 року), член національної Палати представників Боснії і Герцеговини (2014 - 2018).